# RV Oceania
Le RV Oceania ou SY Oceania est une goélette à trois mâts à voile d'étai de l'Académie polonaise des sciences. Il est utilisé comme navire océanographique, ayant pour port d'attache Gdańsk en Pologne (Numéro IMO : 8304854).

## Histoire
Il a été construit en 1985 dans les chantiers navals de Gdańsk en Pologne, après la conception de Zygmunt Choreń. La coque en acier est basée sur les plans de grands trois-mâts goélette précédents : Pogoria (1980) et Iskra II (1982), mais son gréement était différent.
L'Oceania était à l'origine un navire entièrement équipé avec trois mâts de 32 mètres de haut chacun et possédait une voilure de 740 m2. Sur chaque mât, il n'y avait qu'une voile carrée (l'Oceania fut parfois classé comme frégate). Plus tard, lors de sa rénovation, les verges et la voile du mât d'artimon ont été supprimées pour être classé comme goélette. Il est équipé en voile d'étai et les voiles sont maintenant soulevées et entraînées hydrauliquement.

## Croisière
Le voilier se caractérise par de grandes prouesses marines. Son équipement permet de naviguer dans presque toutes les conditions. La portée du navire est illimitée et l'autonomie est de 30 jours. Chaque année, il passe de 230 à 250 jours en mer, réalisant, entre autres, une expédition de recherche dans les mers du Nord et le Spitzberg (juin-août) et une dizaine de croisières en mer Baltique. Le voilier participe parfois aux Tall Ships' Races.

## Recherche
Le navire est équipé de laboratoires capables de fournir des expériences et des observations hydrographiques, optiques, acoustiques, chimiques, biologiques et particulaires. Il est aussi équipé de treuils et élévateurs, d'une grue hydraulique et de pontons de travail.
|  |
|  |

|  |
|  |